# Lignareix
Lignareix is een gemeente in het Franse departement Corrèze (regio Nouvelle-Aquitaine) en telt 154 inwoners (2004). De plaats maakt deel uit van het arrondissement Ussel.

## Geografie
De oppervlakte van Lignareix bedraagt 9,4 km², de bevolkingsdichtheid is 16,4 inwoners per km².
De onderstaande kaart toont de ligging van Lignareix met de belangrijkste infrastructuur en aangrenzende gemeenten.

## Demografie
Onderstaande figuur toont het verloop van het inwonertal (bron: INSEE-tellingen).